# 中川昌郎
中川 昌郎（なかがわ よしお、1947年2月4日 - ）は、日本の外務官僚、中国研究者。

## 略歴
和歌山県新宮市に生まれる。慶應義塾大学法学部卒業、同大学院法学研究科博士課程修了、1993年「中国指導者層の統計的分析 中国研究への多変量解析の導入」で法学博士。外務省に入省し、アジア局中国課、調査室を経て退職、京都外国語大学教授を務め、2017年退職。

## 著書
- 『台湾をみつめる眼 定点観測・激動の二〇年』田畑書店 1992
- 『台湾をみつめる眼 定点観測 2 (民主体制への離陸)』田畑書店 1995
- 『中国指導層の統計的分析 中国研究への多変量解析の導入』慶応通信 1996
- 『中国と台湾 統一交渉か、実務交流か』1998 中公新書
- 『李登輝から陳水扁 台湾の動向1995～2002』交流協会 2003
- 『馬英九と陳水扁 台湾の動向2003～2009.3』明徳出版社 2010

### 翻訳
- 田弘茂『台湾の政治 民主改革と経済発展』サイマル出版会 1994

## 論文
- <中川昌郎